# Колокольчик крапиволистный
Колоко́льчик крапиволи́стный (лат. Campánula trachélium) — вид рода Колокольчик семейства Колокольчиковые (Campanulaceae).

## Ботаническое описание

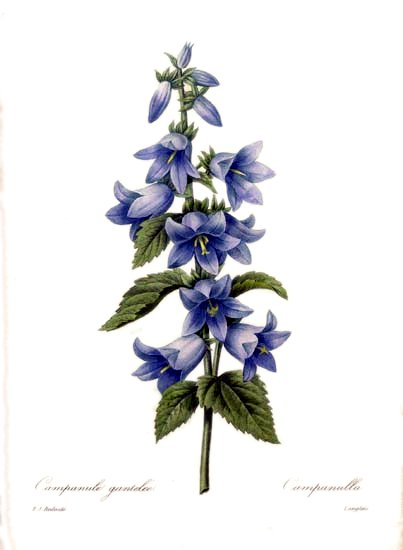
Ботаническая иллюстрация из книги Пьера-Жозефа Редуте «Choix des plus belles fleurs», 1827—1833

Многолетнее растение высотой 70—100 см.
Стебли толстые, прямые, остро-угловатые, покрытые жёсткими волосками.
Листья очерёдные, крупно-неравнопильчатые, напоминают листья крапивы; с жёсткими волосками. Нижние листья на длинных черешках, сердцевидно-яйцевидные, 8—10 см длиной. Средние — сердцевидные, на коротких черешках, верхние — овально-ланцетные, сидячие.
Цветки по одному или по два-три в пазухах листьев, на коротких цветоножках, верхние образуют короткое кистевидное соцветие. Венчик синевато-лиловый, редко белый, 2,5—4 см длиной. Цветоножки с прицветником у основания.
Цветёт в июле.

## Экология
Растёт в негустых лесах и зарослях кустарников. Встречается на почвах с разной степенью увлажнения (60-75-я ступени шкалы Раменского: сухолуговые — влажнолуговое увлажнение), но наибольшее обилие дает на почвах средней влажности. Вид произрастает на достаточно богатых и кислых почвах, являясь слабым ацидофилом — индикатором почвы с рН 4,5-6,0. Предпочитает несколько затененные местообитания.

## Значение и применение

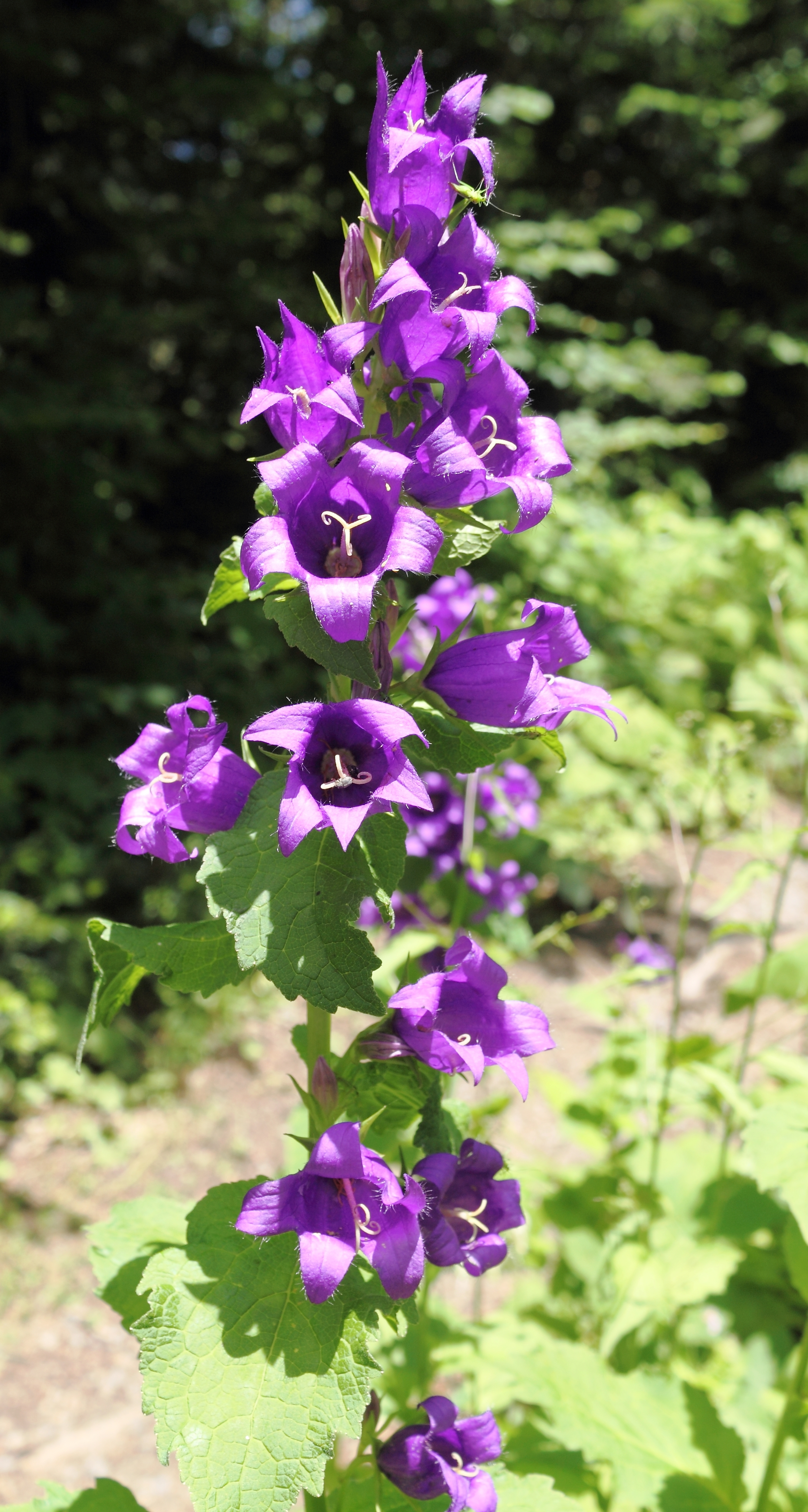
Campanula trachelium в Сочи

Выращивается как декоративное растение.
Применяется как лекарственное в народной медицине.
Листья и корни использовались в пищу.

## Классификация

### Таксономия
Campanula trachelium L., 1753, Sp. Pl. : 166
Вид Колокольчик крапиволистный относится к роду Колокольчик (Campanula) семейства Колокольчиковые (Campanulaceae) порядка Астроцветные (Asterales). Кладограмма в соответствии с Системой APG IV по состоянию на декабрь 2023 года:
|  |                                      |  |                                   |                                   |                           |  | ещё 10 семейств | ещё 10 семейств |                            |  |                         |  | еще 457 подтвержденных видов и 125 видов, ожидающих подтверждения | еще 457 подтвержденных видов и 125 видов, ожидающих подтверждения |  |
|  |                                      |  |                                   |                                   |                           |  | ещё 10 семейств | ещё 10 семейств |                            |  |                         |  | еще 457 подтвержденных видов и 125 видов, ожидающих подтверждения | еще 457 подтвержденных видов и 125 видов, ожидающих подтверждения |  |
|  |                                      |  |                                   | порядок Астроцветные              |                           |  |                 |                 | род Колокольчик            |  |                         |  |                                                                   |                                                                   |  |
|  |                                      |  |                                   | порядок Астроцветные              |                           |  |                 |                 | род Колокольчик            |  | 3 внутривидовых таксона |  |                                                                   |                                                                   |  |
|  | отдел Цветковые, или Покрытосеменные |  |                                   |                                   | семейство Колокольчиковые |  |                 |                 | Колокольчик крапиволистный |  |                         |  |                                                                   |                                                                   |  |
|  | отдел Цветковые, или Покрытосеменные |  |                                   |                                   |                           |  |                 |                 |                            |  |                         |  |                                                                   |                                                                   |  |
|  |                                      |  | ещё 63 порядка цветковых растений | ещё 63 порядка цветковых растений |                           |  |                 | ещё 354 рода    | ещё 354 рода               |  |                         |  |                                                                   |                                                                   |  |
|  |                                      |  |                                   | ещё 63 порядка цветковых растений |                           |  |                 |                 | ещё 354 рода               |  |                         |  |                                                                   |                                                                   |  |

### Внутривидовые таксоны
- Campanula trachelium subsp. athoa (Boiss. & Heldr.)  Hayek
- Campanula trachelium subsp. mauritanica (Pomel)  Quézel
- Campanula trachelium subsp. trachelium [[]]

### Синонимы
- Campanula trachelium var. mauritanica (Pomel)  Batt.
- Campanula urticifolia Salisb.
- Drymocodon trachelium Fourr.
- Trachelioides vulgaris Opiz